# ウィリアム・グリフィス
ウィリアム・エリオット・グリフィス（William Elliot Griffis, 1843年9月17日 - 1928年2月5日）は、アメリカ合衆国出身のお雇い外国人、理科教師、牧師、著述家、日本学者、東洋学者。
明治時代初期に来日し、福井と東京で教鞭をとった。帰国後は日本の紹介に努めたほか、朝鮮についても紹介した。

## 略歴
1843年、アメリカ合衆国ペンシルベニア州フィラデルフィアに、ジョン・メリバーナとアンナ・マリア・ヘスの4番目の子供として生まれる。
1865年にニュージャージー州のラトガース大学（オランダ改革派教会系）に入学。在学中、同大学初の日本人留学生・日下部太郎（福井藩派遣；1867年入学–1870年客死）と出会い、ラテン語を教えた。1869年に同大学古典学部を卒業し、Bachelor of Arts 取得。
1870年末に来日し、翌年3月7日から1872年1月20日まで、日下部の母校である福井藩藩校明新館で理化学（物理・化学）を教えた。天窓のついた理科室と大窓のある化学実験室を設計し、これは日本最初の米国式理科実験室であったとされる。
グリフィスの教え子のひとり佐々木忠次郎によれば、講義は英語で行われたため、生徒たちは岩淵龍太郎（佐倉藩出身）の通訳でようやく理解できたという。また、グリフィスの食生活について、当時の福井ではパンが入手できなかったため、餡抜きの饅頭を作り、その薄皮を剥ぎとって代用したとも回想している。
1871年8月の廃藩置県により明新館は県に移管。1872年、フルベッキや由利公正らの要請により11ヶ月滞在した福井を離れて大学南校（東京大学の前身）に移り、物理と化学、精神科学などを教えた。1874年7月に福井以来の教え子・今立吐酔を伴い離日。
帰国後はニューヨークのユニオン神学校を経て牧師となるが、その間、1876年には今立の助力を得ながら The Mikado's Empire（皇國）を出版。その後もアメリカ社会に日本を紹介する執筆・講演活動を続けた。
日本滞在中に記した日記や書簡、収集資料は、グリフィス・コレクションとしてラトガース大学アレクサンダー図書館が収蔵。また、日下部やグリフィスの縁で、ラトガース大学のあるニューブランズウィック市と福井市は1982年（昭和57年）に姉妹都市提携を結んだ。

## 年表

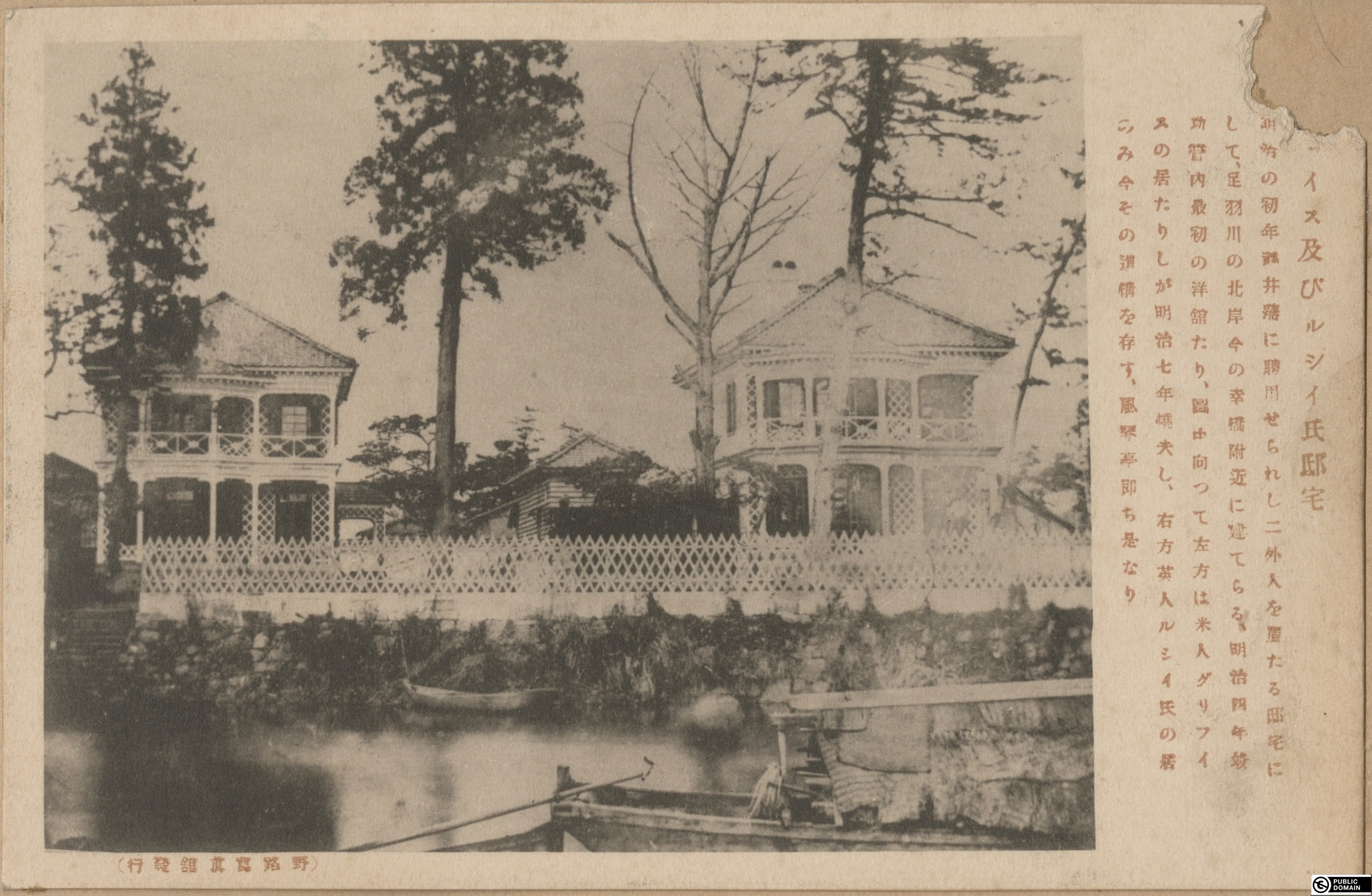
明治期福井に建てられたグリフィス邸(左側)

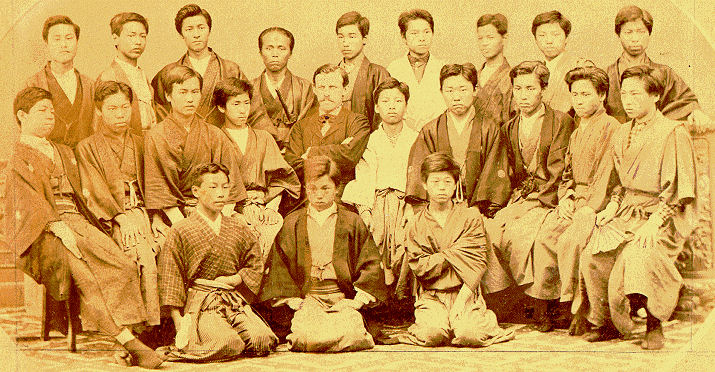
グリフィス(中央)と大学南校の学生たち

- 1843年 - アメリカ合衆国ペンシルベニア州フィラデルフィアで、父ジョン・メリバーナ（John Limeburner Griffis）と母アンナ・マリア・ヘス（Anna Maria Hess）の4番目の子（姉2人・兄1人・弟2人・妹1人）として生まれる。

- 1859年 - セントラル高校入学。父が事業失敗。
- 1860年 - セントラル高校退学。宝石会社に勤める。
- 1863年 - 南北戦争の志願兵となり、ゲティスバーグの戦いに参加[3]。
- 1865年 - オランダ改革派教会系の大学であるニュージャージー州のラトガース大学に入学。同級生のエドワード・ウォーレン・クラークと親友となる。
- 1867年 - 福井藩派遣留学生日下部太郎がラトガース大学に入学。在学中、グリフィスからラテン語を学ぶ。
- 1869年 - ラトガース大学古典学部卒業（Bachelor of Arts 取得）。ニューブラウンズウィック神学校に入学。
- 1870年
  - 4月13日（明治3年3月13日[4]） - 日下部太郎死去。
  - 12月29日（明治3年11月8日） - 横浜到着[3]。
- 1871年
  - 1月2日 - 東京到着。2月16日まで東京に滞在。この間、大学南校（東京大学の前身）でも働いている[3]。
  - 1月26日（明治3年12月6日） - 福井藩と契約。
  - 3月4日 - 福井到着（横浜港より神戸経由）。藩校明新館で3月7日から翌年1月20日まで理化（物理・化学）を教えた。
  - 7月25日（明治4年6月8日）勝海舟が書簡により静岡学問所理化学教員の推薦を依頼。後日、親友のエドワード・ウォーレン・クラークを推薦する。
  - 8月23日–24日 - 白山登山。外国人初の白山登山であった[5][6]。
  - 8月29日（7月14日）の 廃藩置県に伴い、藩校明新館が県に移管[3]。
  - 9月22日 - グリフィス館完成。
  - 11月 - 化学所完成。これは彼が設計した天窓のついた理科室と大窓のある化学実験室。日本最初の米国式理科実験室とされる。
  - 12月1日 - 化学所で授業開始。

- 1872年
  - 1月1日 - 大学南校（東京大学の前身）と契約。
  - 1月17日 - 母アンナ死去。
  - 1月22日（明治4年12月13日） - 福井を出発。2月2日東京着。途中1月30日に静岡にいたエドワード・ウォーレン・クラークを訪問[7]。
  - 8月7日 - 姉のマーガレット・クラーク・グリフィス（Margaret Clark Griffis）来日。翌年3月より第一大学区東京女学校で英語教師となる。

- 1873年（明治6年）新暦採用
  - 2月17日 - グリフィス館焼失。
  - 静岡学問所廃止に伴いエドワード・ウォーレン・クラークが東京開成学校に移る。グリフィスと共に生活。

- 1874年（明治7年）7月18日 - 南校の契約満了1か月前に、姉マーガレットと、今立吐酔を伴い帰国。
- 1875年 - ニューヨークのユニオン神学校に入学。
- 1876年 - アメリカで The Mikado's Empire（皇國）を出版。
- 1877年 - ユニオン神学校を卒業。6月17日、ニューヨーク州スキネクタディのオランダ改革派教会牧師となる。
- 1879年 - 父ジョン死去。6月22日、キャサリン・ライラ・スタントン（Katharine Lyra Stanton）と結婚。
- 1882年12月31日　長女リリー・アンナ（Lillian Eyre）誕生。
- 1884年 - ユニオン大学から神学博士号を受ける。
- 1886年 - ボストンのショーマット組合教会の牧師になる。
- 1887年5月2日 - 長男スタントン（Stanton）誕生。
- 1893年1月28日 - 次男エリオット誕生。
- 1898年6月22日 - 妻キャサリン死去。
- 1899年 - ラトガース大学よりL.H.Dの学位を贈られる[3]。

- 1900年6月28日 - サラ・フランシス・キング（Sarah Frances King）と結婚。
- 1903年9月 - 牧師を引退[3]。
- 1908年2月 - 勲四等旭日小綬章を受章。
- 1913年12月15日 - 姉のマーガレット死去。
- 1926年12月13日 - 横浜到着。12月22日、勲三等旭日中綬章を受章。
- 1927年4月25日〜29日 - 福井訪問。6月2日、日本を出航。
- 1928年2月5日 - フロリダ州ウィンターパークの別荘で心臓麻痺のため死去。

## 著書
- 希利比士（グリヒス）『維新外論』 巻之上、牟田豊訳、牟田豊ほか、1875年9月。 - 共同刊行：石川彝。
- 希利比土（グリヒス）『日本近世変革論』牟田豊訳、牟田豊、1882年2月。
- Dutch Fairy Tales for Young Folks
  - グリツフイス「和蘭童話集」『世界童話大系』 第9巻、世界童話大系刊行会、1926年。
- グリフイス『グリフィス博士の観たる維新時代の福井』斎藤静訳、明新会、1927年。
- The Mikado's Empire（皇國）
  - 第一部：『ミカド 日本の内なる力』亀井俊介訳、研究社出版、1972年。
  - 第一部：『ミカド　日本の内なる力』亀井俊介訳、岩波書店〈岩波文庫〉、1995年6月。ISBN 4-00-334681-5。
  - 第二部：『明治日本体験記』山下英一訳、平凡社〈東洋文庫 430〉、1984年2月。ISBN 4-582-80430-6。ワイド版2007年
  - William Elliot Griffis (2006). The Mikado’s Empire : a history of Japan from the age of gods to the Meiji Era (660 BC-AD 1872). IBC Pub.(publisher) Yohan (distributor). ISBN 978-4-89684-290-6 - "Originally published in 1883 by Harper & Brothers, New York. This edition contains the text of Book 1: History of Japan from 660 B.C. to 1872 A.D., 8th edition, 1895."
- A maker of the new Orient, Samuel Robbins Brown, pioneer educator in China, America, and Japan
  - 『われに百の命あらば 中国・アメリカ・日本の教育にささげたS.R.ブラウンの生涯』渡辺省三訳、キリスト新聞社、1985年5月。ISBN 4-87395-152-6。
- グリフィス原著、内田高峰ほか著 著、日下部・グリフィス学術・文化交流基金 編『グリフィスの化学講義ノート 本文と注解』日下部・グリフィス学術・文化交流基金、1987年3月。
- Hepburn of Japan
  - 『ヘボン　同時代人の見た』佐々木晃訳、高谷道男監修、教文館、1991年10月（原著1913年）。ISBN 4-7642-6276-2。
- Verbeck of Japan
  - 『日本のフルベッキ 新訳考証 無国籍の宣教師フルベッキの生涯』松浦玲 監修、村瀬寿代編訳、洋学堂書店、2003年1月。
- Corea the Hermit Nation /『隠者の国・朝鮮』
  - William Elliot Griffis (2011). Corea the Hermit Nation. Kessinger Publishing. ISBN 978-1169852068

## 伝記
- R.A.ローゼンストーン『ハーン、モース、グリフィスの日本』杉田英明・吉田和久 訳、平凡社、1999年10月。ISBN 4-582-46004-6。 - オムニバス形式の評伝